# 21. etape af Giro d'Italia 2022
21. etape af Giro d'Italia 2022 er en 17,4 km lang enkeltstart, som bliver kørt den 29. maj 2022 med start og mål i Verona.

## Resultater

### Etaperesultat
| \| Etaperesultat \| Etaperesultat \| Etaperesultat \| Etaperesultat \| Etaperesultat \| \| Rytter \| Rytter \| Hold \| Tid \| \| \| ------------- \| -------------------- \| ---------------------- \| ------------- \| ------------- \| \| 1. \| Matteo Sobrero \| BikeExchange-Jayco \| 22' 24" \| \| \| 2. \| Thymen Arensman \| Team DSM \| + 23" \| \| \| 3. \| Mathieu van der Poel \| Alpecin-Fenix \| + 40" \| \| \| 4. \| Bauke Mollema \| Trek-Segafredo \| + 1' 08" \| \| \| 5. \| Ben Tulett \| Ineos Grenadiers \| + 1' 12" \| \| \| 6. \| Mauro Schmid \| Quick-Step Alpha Vinyl \| + 1' 17" \| \| \| 7. \| Magnus Cort \| EF Education-EasyPost \| + 1' 18" \| \| \| 8. \| Tobias Foss \| Jumbo-Visma \| + 1' 19" \| \| \| 9. \| Michael Hepburn \| BikeExchange-Jayco \| + 1' 24" \| \| \| 10. \| Richard Carapaz \| Ineos Grenadiers \| + 1' 24" \| \| |                      |                        |          |
| |                      |                        |          |
| Kilde: ProCyclingStats |                      |                        |          |
| Etaperesultat |                      |                        |          |
| Rytter | Rytter               | Hold                   | Tid      |
| 1. | Matteo Sobrero       | BikeExchange-Jayco     | 22' 24"  |
| 2. | Thymen Arensman      | Team DSM               | + 23"    |
| 3. | Mathieu van der Poel | Alpecin-Fenix          | + 40"    |
| 4. | Bauke Mollema        | Trek-Segafredo         | + 1' 08" |
| 5. | Ben Tulett           | Ineos Grenadiers       | + 1' 12" |
| 6. | Mauro Schmid         | Quick-Step Alpha Vinyl | + 1' 17" |
| 7. | Magnus Cort          | EF Education-EasyPost  | + 1' 18" |
| 8. | Tobias Foss          | Jumbo-Visma            | + 1' 19" |
| 9. | Michael Hepburn      | BikeExchange-Jayco     | + 1' 24" |
| 10. | Richard Carapaz      | Ineos Grenadiers       | + 1' 24" |

### Klassement efter etapen
| \| Samlede stilling \| Samlede stilling \| Samlede stilling \| Samlede stilling \| Samlede stilling \| \| Rytter \| Rytter \| Hold \| Tid \| \| \| ---------------- \| ---------------- \| ---------------- \| ---------------- \| ---------------- \| |        |      |     |
| |        |      |     |
| Kilde: ProCyclingStats |        |      |     |
| Samlede stilling |        |      |     |
| Rytter | Rytter | Hold | Tid |

#### Pointkonkurrencen
| Pointkonkurrence | Pointkonkurrence | Pointkonkurrence | Pointkonkurrence | Pointkonkurrence |
| Rytter           | Rytter           | Hold             | Point            |                  |
| ---------------- | ---------------- | ---------------- | ---------------- | ---------------- |

#### Bjergkonkurrencen
| Bjergkonkurrence | Bjergkonkurrence | Bjergkonkurrence | Bjergkonkurrence | Bjergkonkurrence |
| Rytter           | Rytter           | Hold             | Point            |                  |
| ---------------- | ---------------- | ---------------- | ---------------- | ---------------- |

#### Bedste unge rytter
| Ungdomskonkurrence | Ungdomskonkurrence | Ungdomskonkurrence | Ungdomskonkurrence | Ungdomskonkurrence |
| Rytter             | Rytter             | Hold               | Tid                |                    |
| ------------------ | ------------------ | ------------------ | ------------------ | ------------------ |

#### Holdkonkurrencen
| Holdkonkurrence | Holdkonkurrence | Holdkonkurrence | Holdkonkurrence |
| Hold            | Hold            | Tid             |                 |
| --------------- | --------------- | --------------- | --------------- |